# I love Vienna
I love Vienna é um filme de drama austríaco de 1991 dirigido e escrito por Houchang Allahyari. Foi selecionado como representante da Áustria à edição do Oscar 1992, organizada pela Academia de Artes e Ciências Cinematográficas.

## Elenco
- Fereydoun Farrokhzad - Ali Mohamed
- Houchang Allahyari
- Marjam Allahyari - Marjam Mohamed
- Niki List - Herr Mitterbauer
- Marisa Mell - Selina